# 日番谷冬獅郎
日番谷冬獅郎（日语：／ Hitsugaya Toushirou）是日本漫畫《BLEACH》中的登場人物，護廷十三隊的十番隊隊長。

## 人物

### 外貌與性格
歷史上最年輕成為隊長的天才少年，護廷十三隊十番隊隊長，有著銀白髮及碧綠雙眼，身材矮小。平常穿著死霸裝的時候，總是配戴附著一枚金屬紋章的綠色肩帶（紋章圖案為裡面包含十字型的菊花紋章 （页面存档备份，存于））。西流魂街第一地區「潤林安」出身，擅長踢足球與轉陀螺，討厭乾柿子和嚴熱的天氣。與瀞靈廷西門的守衛兕丹坊是朋友，並教他「都會準則」。日番谷為人沉著冷靜，態度認真，同時也具有優秀的觀察力，最早察覺護廷十三隊内部異常的跡象，後來便獨自展開調查。相較於護廷隊裡其他死神們，他算是「較有常識的正常人」。
平日喜歡別人叫他「日番谷隊長」，討厭別人直呼其名。與五番隊副隊長雛森桃是青梅竹馬的好朋友，幼年時雛森桃總呼他「小獅郎、小白」，冬獅郎則戲稱雛森桃「尿床桃子」。進入真央靈術院學習並掌握始解後，雛森桃始終以真名稱呼他。尚未成為死神甚至還沒有進入靈術院之時，就已經聽得到冰輪丸的呼喚，甚至在還是席官的時候，便深受當時的十番隊隊長志波一心的青睞，認定他是下位成為繼任隊長的對象。動畫原創章節和一護的妹妹夏梨有頻繁互動。
由於並非名門出身的緣故，因而認為自己的生日是可有可無之事，但在其他人為他慶祝生日時，還是會表露感謝的態度 (漫畫第20集，第7頁) 。倘若身為副官的松本亂菊在作戰期間造成任何損失，則會主動扣除對方的薪資，做為賠償和懲戒的方式。十分在意自己的身高問題，也因此非常忌諱別人戲稱他「矮子」，在動畫版原創篇章更因為時常被人當成小學生看待，而對此感到相當困擾與反感。作者在附錄特典集賦予冬獅郎的關鍵詞為「冰」。

### 身世與經歷
冬獅郎仍在潤林安的時代，常被除了祖母和雛森以外的人說他「就像冰一樣」而敬而遠之。某日，冬獅郎到流魂街的甜品店為祖母跑腿時，店老闆故意將找給他的零錢放在櫃檯上，當時路過的死神松本亂菊立刻出面為他打抱不平，卻不慎將冬獅郎撞倒在地上。亂菊見到冬獅郎被店老闆無禮以對卻沒有做出回應，氣憤地揪起冬獅郎並斥責他的舉動，反讓冬獅郎從她的手上直接掙脫。之後冬獅郎沒有理會亂菊的呼喚，便頭也不回地直接跑回家 (漫畫32集，169頁)。
當天晚上，冬獅郎在睡夢裡，親眼見到實體化的冰輪丸以震耳欲聾的聲量，要求冬獅郎呼喚祂的名字。但當時因為自身的靈壓過於強大也不懂如何控制靈壓，以至於當時睡在冬獅郎身邊的祖母，被冬獅郎身上散發的寒凜之氣凍住半邊身體而不停顫抖。此時亂菊出現在冬獅郎的面前，告誡冬獅郎「像你這麼強的靈壓，如果不學習控制它的話，你的力量可能會殺了你的奶奶」，再加上祖母的體諒與支持，令原本不願單獨留下祖母的冬獅郎，為了找出呼喚他的聲音所在，才下定決心成為死神。在前任十番隊隊長志波一心離開屍魂界後，冬獅郎便遞補前者的職缺，成為繼任十番隊隊長。現在亂菊是他的副隊長，兩人的工作態度呈現強烈的對比。另外，由於冬獅郎和十三番隊長浮竹十四郎同樣有著銀白的頭髮，且兩人的日文名字都隱含著「白色（Shirou）」的讀音，因此浮竹在私底下相當照顧他。
初期的冬獅郎容易在作戰時，露出激動的態度。特別是該場戰鬥牽涉到雛森桃的安危時，甚至會不顧一切的朝對手發動攻擊；後來隨著劇情發展改變了應戰態度，於第二部劇情開始，逐漸展現理智謹慎的作戰風格，但偶爾也會出現因不慎誤判情勢、反讓自己陷入苦戰的情況。

## 劇情表現

### 屍魂界拯救篇
初登場是在護廷十三隊總隊長山本元柳齋重國臨時召開的緊急隊長會議，當時的更木劍八和涅繭利，正為了時任三番隊長市丸銀擅自行動對付旅禍（黑崎一護等人）卻沒有殺害對方的事情相互爭辯。但是同樣在場的冬獅郎卻對此不以為然，更認為那是一場無聊的爭論。然而就在隊長招集會解散後，冬獅郎卻因為聽到藍染惣右介與市丸銀的對話，而察覺市丸銀的異常跡象。甚至還在吉良井鶴為了替敗給一護的阿散井戀次尋求四番隊員的醫療協助，跟著市丸銀離去沒多久，忽然出現在雛森桃的背後，還對雛森提出注意三番隊的警告。
當諸多正副隊長目睹了藍染惣右介的屍體（實為藍染利用斬魂刀『鏡花水月』製作的假象）時，冬獅郎及時制止了吉良井鶴與雛森桃的肢體衝突。為了防範目睹藍染的屍體，導致精神陷入紊亂的雛森做出不理智之事，才先將她以擅自動武為名關了起來，後來也曾設下鬼道結界「鏡門」以護其安全，可惜這兩次都沒去考慮她自行逃走的可能。之後已被藍染所騙的雛森，逃獄後對冬獅郎兵戎相向。冬獅郎也在這次事件中與企圖殺害雛森的市丸銀展開對決，還因此波及到在旁觀戰的吉良井鶴。
當市丸銀再度攻擊雛森時，松本亂菊因感應到冬獅郎的靈壓，趕到現場與冬獅郎會合，順勢擋下市丸銀的攻擊。在亂菊的出面制止下，市丸銀收刀離開現場。冬獅郎在察覺朽木露琪亞的行刑時間再次提前之事有異後，與亂菊進行調查，卻發現中央四十六室的人已慘遭殺害。因撞見雛森遭藍染穿刺胸膛倒臥在地，憤而卍解攻擊藍染，但瞬間就被藍染擊敗，被隨後趕來的第四番隊長卯之花烈帶回醫治。
事後，冬獅郎因為看不下亂菊和吉良醉酒的模樣，決定先行離開辦公室，探視休養中的雛森桃，並且在見到後者戴著呼吸器躺在病床上的模樣後，頓時陷入了沉思之中。

### 破面篇
由於收到上級指派的調查命令，與松本亂菊、班目一角、綾瀨川弓親、阿散井戀次及朽木露琪亞組成先遣小隊到現世，並且與亂菊短暫寄住在井上織姬的住處，破面夜襲空座町時，擊敗了破面NO.11蕭隆·庫方。後來總隊長山本元柳齋重國透過影像對話，對冬獅郎、亂菊和織姬提及藍染渴望利用空座町的靈力與魂魄，來達到製作『王鍵』的野心，並且讓傷勢初癒的雛森桃透過視訊與冬獅郎會談。起先，雛森桃對於先前誤會冬獅郎並與其刀劍相向一事深感歉疚，不停地向他道歉；冬獅郎則要求雛森桃別將此事放在心上，還勸對方早點回去休息。但後來雛森桃得知冬獅郎即將和其他死神對抗藍染，便懇求冬獅郎「救救藍染隊長」，隨即被山本總隊長的靈壓影響而昏厥過去。雖然冬獅郎感謝山本總隊長提供與雛森桃聯絡的機會，還表示並不在意對方的言論，卻因為這番對話而加深了他的危機意識，之後他更招集其他先遣小隊的成員，在附近地區進行和斬魄刀對話的「刃禪」修練。在現世期間曾進入黑崎家，但黑崎一心（志波一心）似未認出日番谷和亂菊（或者是日番谷沒認出來，一心裝作不知道）。
織姬遭烏爾奇奧拉·西法脅迫前往虛圈的當天，冬獅郎與先遣小隊成員聯手對抗臨時第六刃魯畢，正準備用「千年冰牢」擊敗魯畢時，魯畢與NO.10牙密及汪達懷斯被反膜救回虛夜宮。隔天冬獅郎與黑崎一護、朽木露琪亞、松本亂菊、班目一角、綾瀨川弓親、阿散井戀次被浮竹十四郎告知織姬遭破面擄走一事，總隊長更以事態緊急為由，將先遣小隊的成員全數召回屍魂界。

### 空座町篇
與護廷十三隊成員，一同在現世與藍染等人及破面對戰。後在和假面軍團成員聯手對付第三刃蒂雅·赫麗貝兒時，目睹了藍染現身殺害赫麗貝兒的畫面。一護抵達空座町後，與其他隊長們一起對付藍染。受到藍染言詞挑釁的他，首先對藍染出手。由於藍染在戰場上發動鏡花水月的能力，讓隊長們誤將雛森桃當作藍染，導致冬獅郎刺穿雛森的胸膛，使得冬獅郎陷入失去理智的狀態，遭藍染重創。事後冬獅郎雖然順利康復，卻意識到自己必須變強，否則將無法保護雛森，因此為了能更精確的掌握卍解而展開了劍術訓練，還和其他隊長在招集會議裡，得知第八代劍八 痣城劍八逃獄的消息。

### 代理死神消失篇

第二部劇情的日番谷冬獅郎

空座町大戰結束1年5個月後，冬獅郎將頭髮修剪成較俐落的模樣，除了臉型變得較為清瘦，並開始配戴青色的短領巾以外，還將原本附著菊紋章的綠色肩帶，換成附著相同紋章的細緻金屬長鍊。為了幫助一護重獲死神的力量，冬獅郎跟著護廷十三隊所有正副隊長灌輸各自的靈壓，協助浦原喜助製成幫助一護恢復死神力量的靈刀。當一護被露琪亞利用浦原特製的靈刀刺穿胸膛，重獲死神力量的同時，還和斑目一角、更木劍八、草鹿八千流、朽木白哉、阿散井戀次奉上級的命令從屍魂界來到現世，對一護說明總隊長山本元柳齋重國委託浦原製作靈刀的原委，並負責監視一護在和銀城的戰鬥中所做出的抉擇。
隨後冬獅郎在雪緒的能力空間內和對方展開決戰，雪緒為了在戰鬥中取得勝利，將整個空間設定成「持續追擊到對手，直到對方被擊潰為止」的模式，並創造出一群怪物企圖擊潰冬獅郎，結果冬獅郎不僅趁機將雪緒推到事先利用冰輪丸製造的冰層上，凍結對方的雙腳使其無法動彈，還解決了那群為了追擊他而全部聚集到雪緒身邊的怪物。之後冬獅郎考量到解決對方不一定能消除所有的能力空間，因此對雪緒提出「五分鐘內解除能力空間，才能保住性命」的交換條件，與困在能力空間裡的其他人（先行出來的劍八與八千流，以及當時還在戰鬥中的一護和雨龍除外）順利的回到現實世界，並要求雪緒解除一護、雨龍、銀城所在的能力空間；卻因為對方礙於和銀城訂下的誓約限制，而無法對此做出行動。直到一護施展卍解破壞能力空間、並作出「選擇守護他人」的聲明後，冬獅郎才表示，原本屍魂界考量到銀城遲早會盯上新的代理死神，於是他們不只將企劃將代理死神當作引誘銀城上鉤的誘餌，而且還預定在這段期間內動手抹殺兩者；但如今屍魂界不僅因為一護改變了計畫，甚至還主動幫助對方。他對於一護做出守護他人的選擇感到非常欣慰，隨即和其他死神宣布任務完成並回到屍魂界。還和其他隊長（涅繭利與浮竹十四郎例外）主動迎接為了將銀城的遺體帶回現世安葬、獨自前來和總隊長會談的一護。

### 千年血戰篇
就在無形帝國襲擊屍魂界並下達宣戰通告、造成包含一番隊副隊長雀部長次郎在內共117名死神喪生後，冬獅郎和其他隊長出席隊長招集會，聆聽十二番隊隊長涅繭利的研究報告，並且在星十字騎士團進攻屍魂界時負責守衛瀞靈廷。起先冬獅郎打算藉著使出卍解「大紅蓮冰輪丸」的瞬間，讓松本亂菊觀察敵方封印卍解的方式，繼而找出破解封印的方法；卻在使出卍解的時候，遭「I」蒼都利用徽章吸收並盜走卍解，轉而命令亂菊利用鬼道「天挺空羅」將敵方會竊取卍解的消息傳給其他隊長。戰鬥期間，由於總隊長山本元柳齋重國為了解決敵軍的領導人友哈巴赫而施展卍解「殘火太刀」，導致屍魂界的溫度逐漸攀升的緣故，連帶讓奪去冬獅郎的卍解的蒼都無法利用「大紅蓮冰輪丸」對冬獅郎和亂菊發動攻擊；但後來山本總隊長不敵友哈巴赫的攻勢，遭後者持劍殺害的時候，冬獅郎因為感受到山本總隊長靈壓急驟消退的跡象，驚覺山本總隊長已在這場戰役裡犧牲而受到動搖。事後和諸位隊長（當時留在綜合救護診所的卯之花烈，因為重傷而陷入昏迷狀態的朽木白哉和更木劍八，以及留在技術開發局試著協助黑崎一護修復斬魄刀的涅繭利除外）為遭到友哈巴赫所弒的山本總隊長默哀，但還是在京樂春水的勉勵下重新振作，隨即動身前往目的地與王族特務零番隊會面。
一護被零番隊成員二枚屋王悅創造的實體化斬魄刀梅菈再度帶往靈王宮後，冬獅郎意識到戰爭已迫在眉睫，唯有自己持續向前邁進，才能面對接下來的戰爭。為了因應自己遭敵方奪走卍解，僅能使用基礎斬術迎戰對手的情況，轉而委託負責指導基層成員的死神協助他進行劍術訓練。及後於友哈巴赫再次帶領旗下軍隊入侵瀞靈廷的時候，出面迎戰「H」巴茲比，卻慘遭重創，險遭蒼都痛下殺手之際，冬獅郎使用浦原喜助特製的「侵影藥」，將少量的虛的力量浸潤至魂魄裡並成功奪回卍解，令蒼都受到虛的力量影響而受傷，進而施展絕技封鎖住對方的行動，但自己隨即亦因身受重傷而昏倒在地，其後被「Z」吉賽爾·茱艾兒利用能力變成殭屍，受其操控重創十一番隊第三席斑目一角第五席綾瀨川弓親，以及被涅繭利製成殭屍的破面夏洛特·庫魯風，但與涅繭利對戰時被下了能夠看透過去能力的藥，因而出現想像的戰鬥記憶不斷重覆的現象數十次後，造成大腦麻痺無法動彈而倒下，而被涅繭利趁機以「疋殺地藏」攻擊且被注射藥物來實驗。
後來，在「C」佩尼達·帕賈卡被涅繭利擊敗後，已從殭屍化復原的冬獅郎從身體保養箱中被釋放出來，向涅道謝並重回戰場，出面協助白哉和隨後抵達的劍八迎戰巨型化的「M」傑拉德·瓦爾基里，最終這場決鬥以友哈巴赫使用「聖別」吸收包含傑拉德在內所有剩餘的星十字騎士團成員的力量，導致傑拉德被吸盡力量致死告終。

### 結局篇
無形帝國戰役落幕十年後，冬獅郎和亂菊偕同其餘正副隊長出席新任隊長就職典禮，不僅對升遷為七番隊隊長的射場鐵左衛門仍持續精進自己的精神態度感到佩服，還和九番隊隊長六車拳西調侃不斷強調自己確實習得卍解的檜佐木修兵的學習態度有待加強，針對修兵強調自己已習得卍解只是沒有使用時機的言論，冬獅郎笑言沒有使用卍解的時候，代表這十年來的屍魂界維持著良好的和平狀態。

### 獄頤鳴鳴篇
冬獅郎和其他隊長接受總隊長京樂春水的指示，舉行已故隊長們的魂葬禮祭。

## 斬魄刀
- 斬魄刀『冰輪丸』（Hyōrinmaru）

冰雪系最強的斬魄刀。刀本體比普通刀稍長（130 CM），護手呈現四角星型。是把能將大氣中的水分轉化成冰，甚至連爆炸都可以凍結的冰之刃。

### 始解
解放語「端坐於霜天，冰輪丸！」
始解時，刀多了一條銀色鐵鍊，鍊子末梢纏著新月形的刀鏟（冬獅郎曾在屍魂界篇，利用附加的鐵鍊與刀鏟，牽制市丸銀的行動），可以藉著揮動刀身形成一條巨大的冰龍，對敵人造成傷害。經過1年5個月的修行後，附在斬魄刀上的鎖鏈亦有些許變化。但由於冰雪系斬魄刀的技能皆仰賴大氣裡的水分，因此在極度乾燥炎熱的環境不易發揮是其缺點。
根據冬獅郎的解說，冰輪丸在目前已知的卍解型態裡，算是斬魄刀的始解和卍解能力差距最小的類型，唯一的差距，僅在於卍解型態能夠製造的冰的分量，遠超過始解型態所能達到的極限。

### 卍解
- 【卍解】『大紅蓮冰輪丸』（Daiguren Hyōrinmaru）

大紅蓮冰輪丸

解放時生成一隻冰龍，其巨大翅膀從持刀手腕延伸出去、還有形如三片巨大花瓣的冰花，斬魄刀的刀鐔變成兩枚交疊的四角星形。卍解狀態下，冬獅郎可以在空中飛行，藉著冰構成的雙翼防禦敵人的攻擊，還能施展更多冰雪系的招式，只要冬獅郎仍處於卍解狀態，而且所在地區的空氣中仍含有水分，即便是卍解狀態的冰翼受損，也能透過大氣中的水分加以復原。背後的冰花會隨著時間流逝而逐漸消失，若冰花全都消失之後似乎會使其卍解解除，但實際上應是其靈壓曾不足以支撐冰花全都消失之後所完成的卍解。空座町大戰結束後，冬獅郎透過1年5個月期間的鍛鍊，現今的大紅蓮冰輪丸已達到可稱作「真卍解」的完全領域，而且還能在冰輪丸的刀身斷裂的狀態下施展卍解。
千年血戰篇裡，冬獅郎在被星十字騎士團成員「I」蒼都奪去卍解，轉而改變以往習慣藉著大型份量的冰作戰的習慣，鍛鍊出使用少許薄冰作戰的技能。並藉著使用浦原喜助分發的「侵影藥」將微量的虛力量浸潤至魂魄裡，成功地取回卍解後，大紅蓮冰輪丸的型態亦出現了變化。除了仍保有巨大的雙翼之外，雙耳包覆著龍耳般的寒冰，被冰覆蓋的左眼呈現虛洞狀，宛若龍的身軀的冰塊從左肩延伸至右大腿側後方再纏繞著右膝，冰輪丸的刀身和護手緊覆著薄冰，刀身出現四根尖銳的冰錐，其中左眼的變化是因為受到侵影藥的虛化力量影響，因此導致的局部虛化。
對抗星十字騎士團成員「M」傑拉德·瓦爾基里時，冬獅郎展示其卍解實為「背後的三片冰花全部消逝時才是真正完成的時刻」，此狀態的冬獅郎肩膀和四肢前段被冰覆蓋，外觀亦會變得如同青年般，說話聲音也會變得更低沉，可在揮動手勢的瞬間凍結指定方向的任何目標。缺點是維持此狀態的期間會大幅消耗冬獅郎的體力。
名字「大紅蓮」的由來，取自佛教八寒地獄中，最底層亦係最為寒冷的「大紅蓮地獄」（又名「摩訶缽特摩地獄」）。

### 實體化
- 冰輪丸（於動畫版斬魂刀叛變篇登場）

實體化姿態的冰輪丸

- 人形態（聲優：浜田賢二（日本）；吳文民（台灣））

為臉上有一「X」型淺藍疤痕，配戴與始解狀態相同、末梢附著新月形的銀色綴鍊，穿著淡藍長袍，衣領、四肢末端、腰帶末梢皆為冰塊組成，沉默寡言的深青色長髮男子。
- 龍形態（聲優：松岡大介（日本）；吳文民（台灣））

卍解的實體化狀態下，則是一隻紅色雙眼的巨大冰龍。

## 技能與招式
| 技能名稱                        | 簡介 |
| ------------------------------- | --- |
| 能力「天相從臨（Tensō Jūrin）」 | 冰輪丸的基本能力之一，也是最強大的能力。把天空變成鳥雲密佈，發動「冰天百華葬」的前置技能。因為這能力還未成熟，以及在卍解情況下施展，所以日番谷沒有把握可以完全控制這種能力。 |
| 絕招「四界冰結」                | 對「M」的時候使出，真卍解後期使用能夠瞬間凍結以致於牽制對手。 |

### 鬼道
詳見鬼道。
| 鬼道名稱                 | 簡介                                                                                   |
| ------------------------ | -------------------------------------------------------------------------------------- |
| 『鏡門』                 | 能將一切外部攻擊反彈回去的高等結界，不過很容易從內部破壞。於屍魂界拯救篇對雛森桃使用。 |
| 破道之三十一「赤火砲」   | 向對手放出火塊，於動畫原創斬魄刀異聞錄篇對實體化的冰輪丸使用。                         |
| 縛道之六十三「鎖條鎖縛」 | 用鎖鍊困住對手。於動畫原創斬魄刀異聞錄篇對實體化的冰輪丸使用。                         |

## 卷首語
- 「不斷從天而降的太陽鬃毛，讓薄冰所留下的足跡都逐漸消失。不要害怕遭到欺騙，因為這世界就建築在欺騙之上。」── 單行本第十六集。

## 其他資料
首次決鬥排行榜中，冬獅郎與市丸銀的決鬥排行第五名。

## 備註
1. ↑  1.漫畫單行本第53集的小劇場。
2. ↑  2.漫畫第494章彩頁，作者將冬獅郎配戴的領巾畫成墨綠色。